# Любаня-Ліпіни
Любаня-Ліпіни (пол. Lubania-Lipiny, нім. Liedkesfelde) — село в Польщі, у гміні Свекатово Свецького повіту Куявсько-Поморського воєводства.
Населення — 265 осіб (2011).
У 1975-1998 роках село належало до Бидгощського воєводства.

## Демографія
Демографічна структура станом на 31 березня 2011 року:
|          | Загалом | Допрацездатний вік | Працездатний вік | Постпрацездатний вік |
| -------- | ------- | ------------------ | ---------------- | -------------------- |
| Чоловіки | 131     | 29                 | 89               | 13                   |
| Жінки    | 134     | 30                 | 75               | 29                   |
| Разом    | 265     | 59                 | 164              | 42                   |